# Hyvä-Valkeen laskupuro
Hyvä-Valkeen laskupuro este o arie protejată (arie specială de conservare — SAC, sit de importanță comunitară — SCI) din Finlanda întinsă pe o suprafață de 3,8 ha, integral pe uscat.

## Localizare
Centrul sitului Hyvä-Valkeen laskupuro este situat la coordonatele 60°54′55″N 24°52′47″E / 60.9153°N 24.8797°E.

## Înființare
Situl Hyvä-Valkeen laskupuro a fost declarat sit de importanță comunitară în mai 2002 pentru a proteja 1 specie de plante. Situl a fost protejat și ca arie specială de conservare în aprilie 2015.

## Biodiversitate
Situată în ecoregiunea boreală, aria protejată conține 2 habitate naturale: Păduri caducifoliate de mlaștină fino-scandinave, Mlaștini împădurite.
La baza desemnării sitului se află o specie protejată de  plante: Herzogiella turfacea.
Pe lângă speciile protejate, pe teritoriul sitului au mai fost identificate 4 specii de plante.